# Fokker F27 Friendship
Fokker F27 Friendship är ett turbopropflygplan konstruerat och byggt av den holländska flygplanstillverkaren Fokker.

## Historia
Konstruktionen av Fokker F27 startade på 1950-talet och var från början tänkt som en efterföljare till den framgångsrika DC-3:an. Fokker utvärderade ett antal olika konfigurationer innan företaget slutligen konstruerade en hög vingkonstruktion, dubbla Rolls-Royce Dart motorer med en trycksatt kabin för 28 passagerare.
Den första prototypen, med registernumret PH-NIV, flög för första gången den 24 november 1955. Den andra prototypen och de första produktionsflygplanen var 0,9 m längre för att motverka flygplanets baktunga manöveregenskaper och gav dessutom upphov till mer plats för passagerare. Dessa flygplan använde även den mer kraftfulla Dart Mk 528-motorn.
År 1956 skrev Fokker ett licensavtal med den amerikanska flygplanstillverkaren Fairchild som gav den senare lov att tillverka flygplanet i USA. Den första amerikansk-byggda Fokkern flög den 12 april 1958. 
När Fokker F27-produktionen slutligen upphörde hade 786 enheter byggts (inklusive 206 i USA av Fairchild), vilket gör planet till det mest framgångsrika turbopropflygplanet genom tiderna.[källa behövs]
Under tidigt 1980-tal utvecklade Fokker en efterträdare till Friendship med uppgraderade motorer och system som fick namnet Fokker 50.

## Varianter
Den första produktionsmodellen kallades Fokker F27-100 och kunde hysa 44 passagerare. Det första flygplanet levererades till Aer Lingus i september 1958.
Övriga versioner av Fokker F27 inkluderar:
| Variant               | Antal | Beskrivning |
| --------------------- | ----- | --- |
| F27-100               | 85    | Den första produktionsmodellen |
| F27-200               | 117   | Använder Dart Mk 532-motorn |
| F27-300 Combiplane    | 13    | Civilt passagerar/fraktplan |
| F27-300M Troopship    | 13    | Militär transportversion för det nederländska flygvapnet |
| F27-400               | 95    | Kombinerat passagerar/fraktflygplan med två Rolls-Royce Dart 7 turbopropmotorer och stora lastdörrar                                                                             |
| F27-400M              | 95    | Militär variant |
| F27-500               | 123   | Den vanligaste Fokker F27 modellen med en 1,5 m längre flygkropp och Dart Mk 528-motorer. Flygplanet kunde ta upp till 52 passagerare och flög för första gången i november 1967 |
| F27-500M              | 123   | Militär version |
| F27-500F              | 123   | En version för Australien med mindre nos och bakre dörrar |
| F27-600               | 131   | Fraktversion av -200; |
| F27-700               |       | En F27-100 med en stor lastdörr |
| F27 Maritime          | 17    | Obeväpnad sjöspaningsversion |
| F27 Maritime Enforcer | 17    | Beväpnad sjöspaningsversion |
| FH227                 |       | Fairchild Hiller förlängd version |

## Användare

### Fokker F27 användare - nu och tidigare

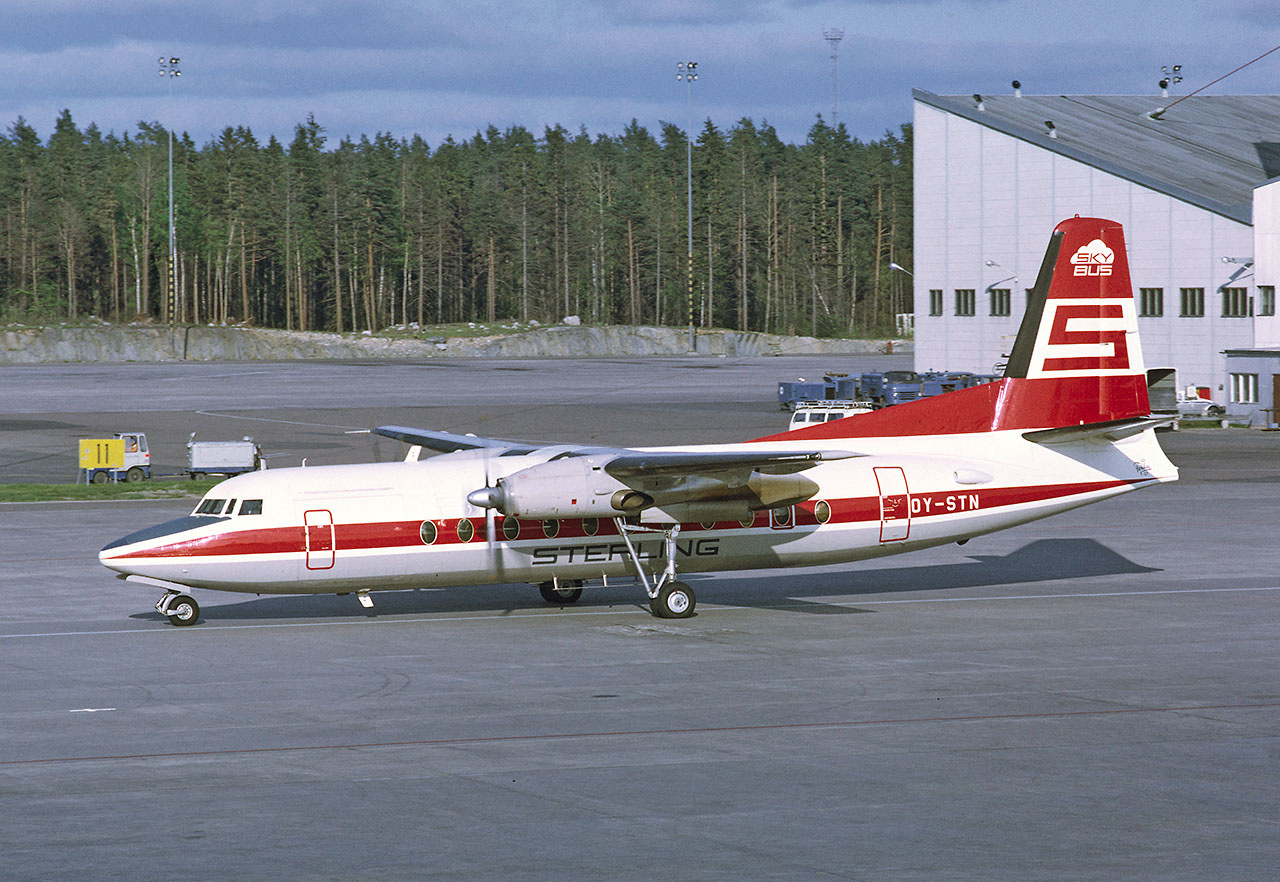
Sterling Airways F27-500, Stockholm-Arlanda 1971

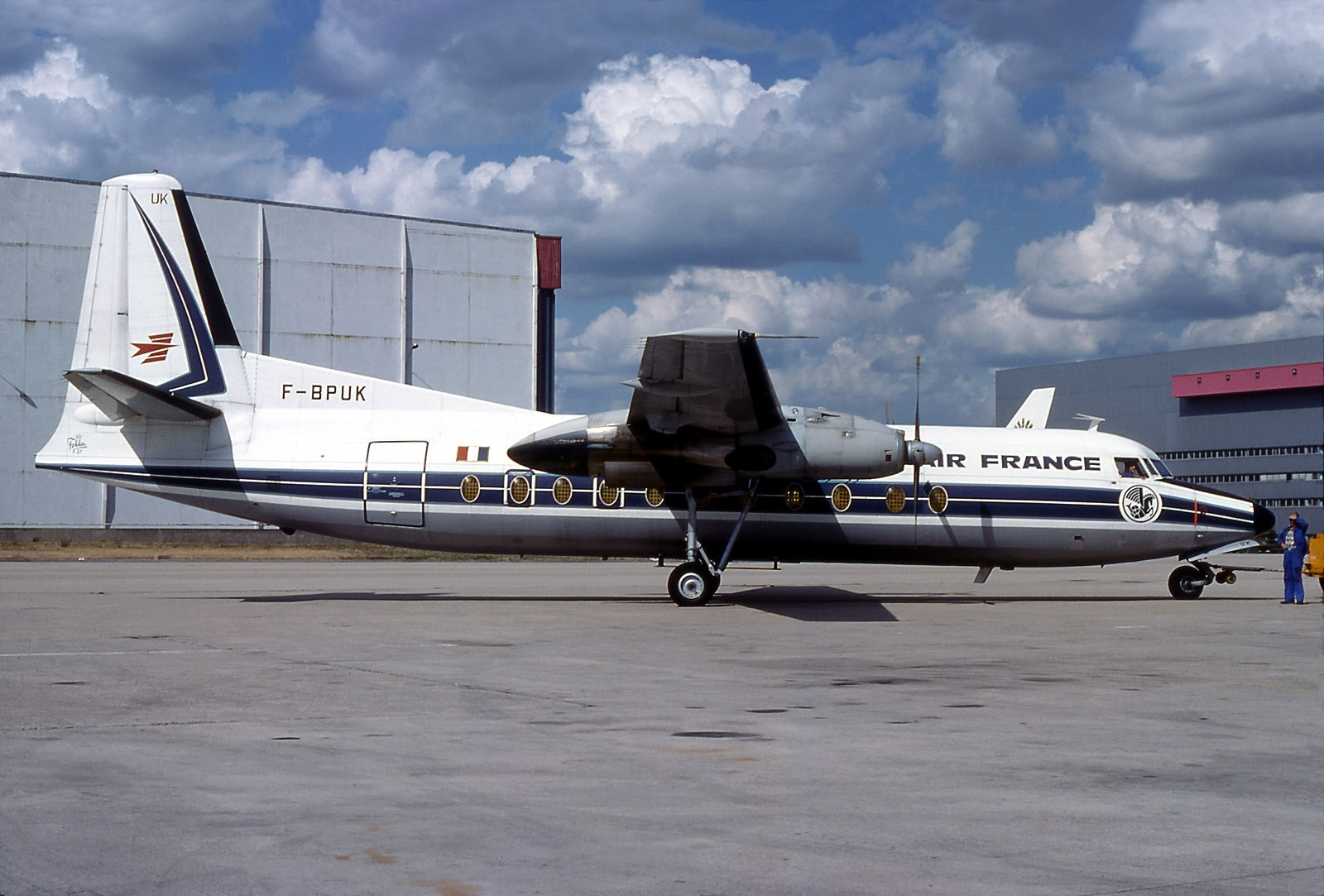
Air France F27-500, 1979

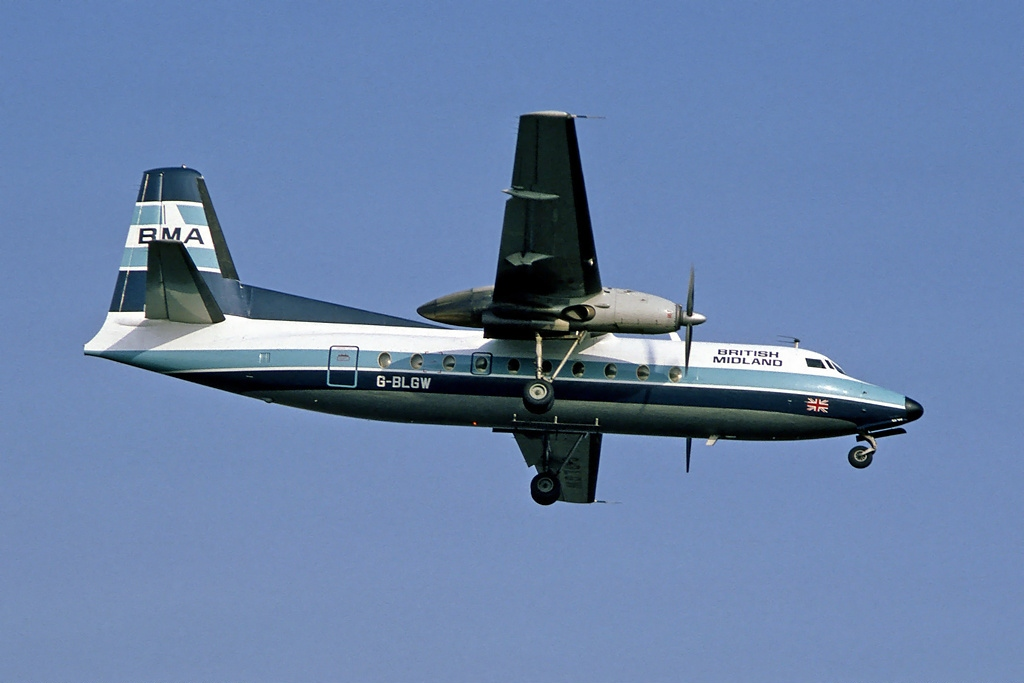
British Midland F27-200, 1983

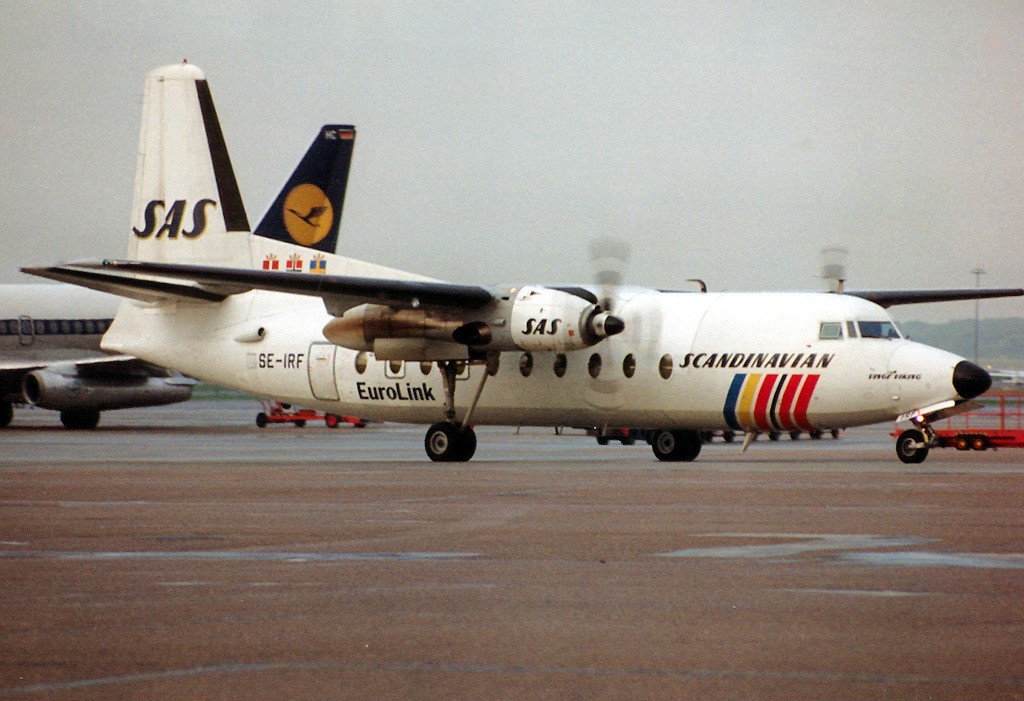
SAS Eurolink F27-600, 1989

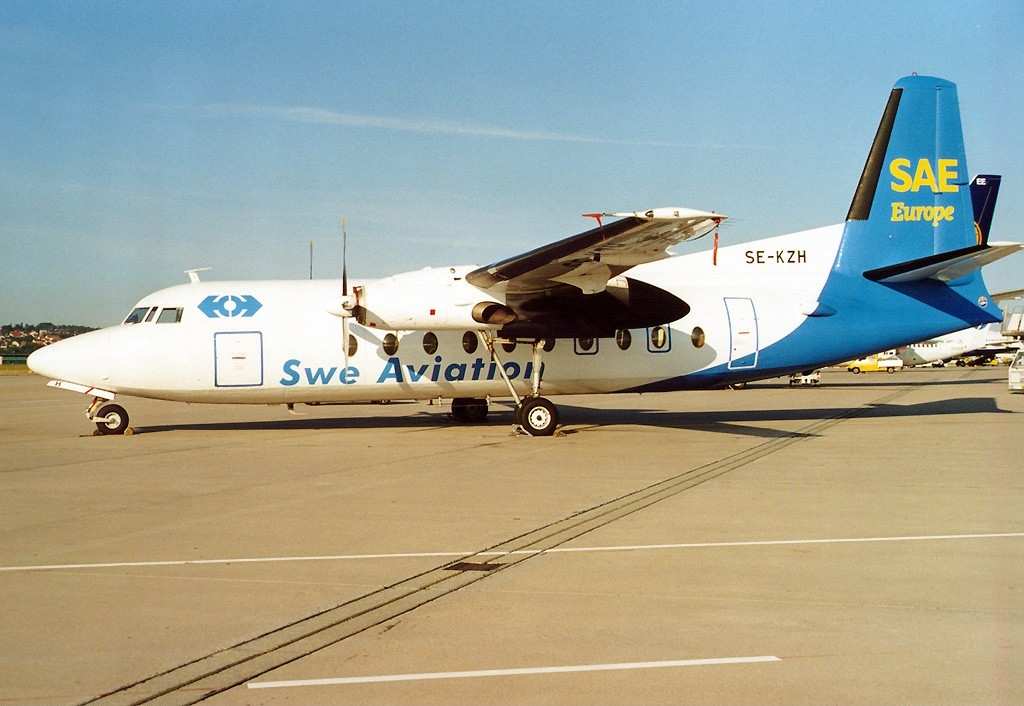
SAE Swe Aviation Europe F27-100 SE-KZH, Stuttgart 1989

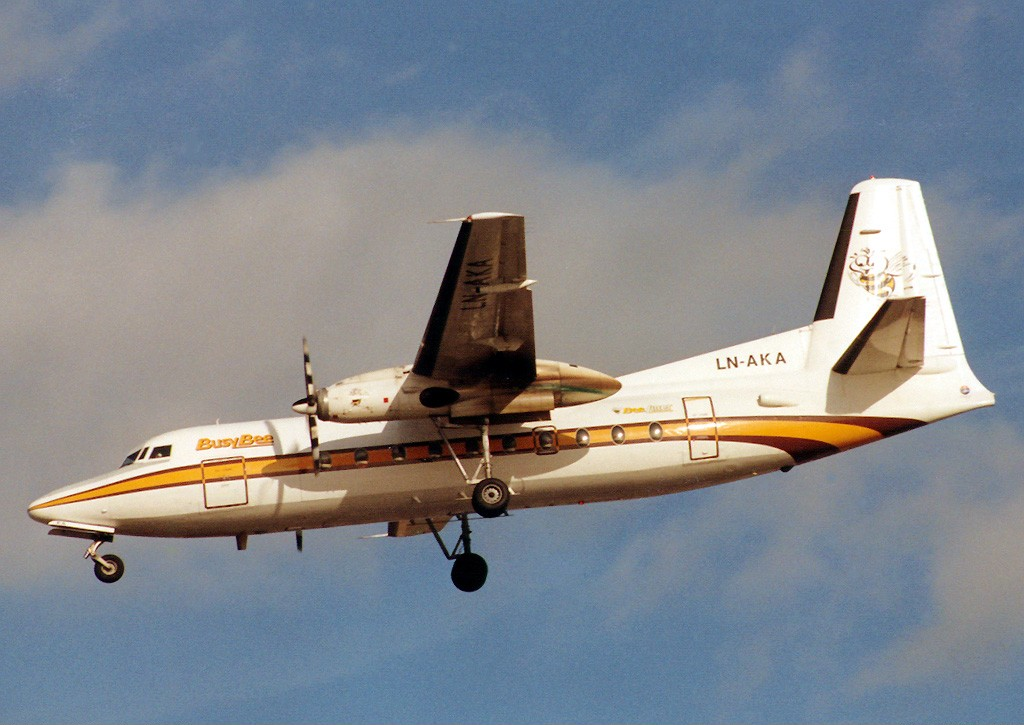
Busy Bee F27-600, 1989

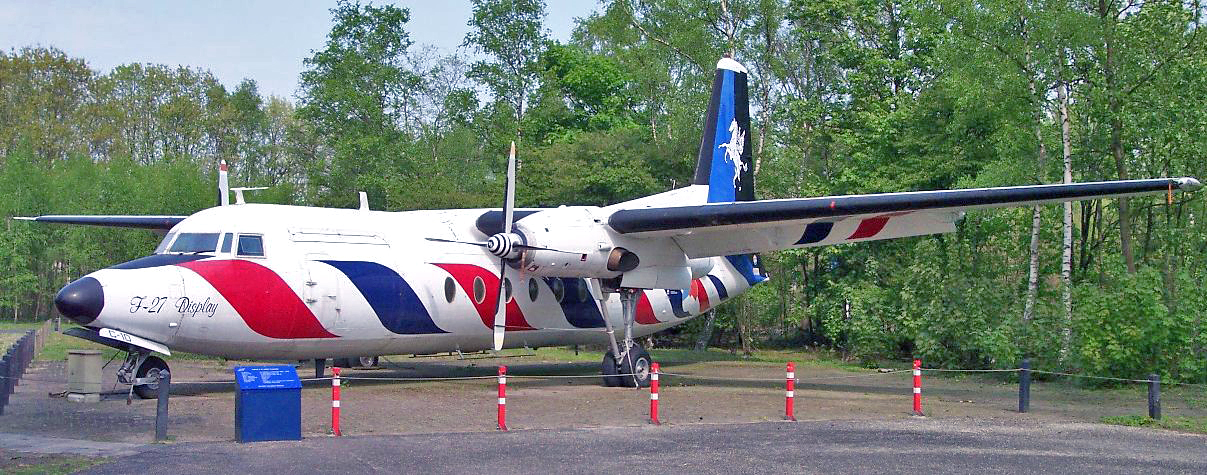
F27-300M Troopship

F-27 är ett av de mest använda flygplanen i världen, enbart Douglas DC-3 har använts mera.[källa behövs]
Många flygplan har övergått från passagerartransport till expressfrakt.
I Finland användes Fokker F-27 av Finnair och finska flygvapnet.
Pakistan International Airlines har använt Fokker F27-flygplan i svår terräng i de norra delarna av Pakistan. För närvarande[när?] har de sju Fokker F27-flygplan i sin flotta, och de har tänkts pensioneras i slutet av 2006.

#### Flygbolag
- Aerocaribe - Mexiko
- Air Alpes
- Air Algérie
- Aer Lingus
- Air Executive - Norge
- Air France
- Air Inter - Frankrike
- Air Ivoire
- Air New South Wales
- Air New Zealand
- Air Nordic - Sverige
- Air Panama
- Air Sinai
- Air Tanzania
- Air UK
- Air Zaïre
- Air West Express
- Aeronica
- All Nippon Airways
- Air ALM - Nederländska antillerna
- Ansett Airlines
- Associated Airlines of Australia
- ATI - Aero Transport Italiani
- Balair - Schweiz
- Bali International Air Service
- Bangladesh Biman
- Braathens SAFE
- British Midland
- Busy Bee - Norge
- Bmi
- CATA Línea Aérea - Argentina
- Channel Express - Storbritannien
- Condor
- Cubana de Aviación
- Delta Air Lines
- DETA - Mozambique Airlines
- East African Airways
- East-West Airlines (Australia)
- Elbee Airlines - Indien
- Euroceltic Airways
- Expresso Aéreo
- Farnair Hungary
- FedEx
- FTG Air Service - Tyskland
- Garuda Indonesia
- Iberia Airlines - Spanien
- Icelandair
- Indian Airlines
- Iran Asseman
- Korean Airlines
- Kenya Airways
- LADE - Haiti
- Laoag
- Libyan Arab Airlines
- Lina Congo
- Lloyd Aereo Boliviano - Bolivia
- Luxair
- Maersk Air - Danmark
- Malaysia-Singapore Airlines
- Missisippe Valley Airlines - USA
- Nigeria Airways
- NZNAC
- Northeast Airlines
- Mactan
- Merpati Nusantara Airlines - Indonesien
- Mountain Air Cargo (FedEx Feeder)
- Malaysia-Singapore Airlines
- Myanma Airways
- NEPC Airlines - Indien
- NLM Cityhopper
- Norcanair
- Norwegian Air Shuttle
- Pakistan International Airlines
- Pelita Air Service
- Philippine Airlines
- Pilgrim Airlines - USA
- SAE Swe Aviation Europe
- SAS Commuter
- Scibe Airlift Cargo Zaire
- Sempati Air Transport - Indonesien
- Sky Team - Tyskland
- Somali Airlines
- Aerolineas SOSA - Honduras
- Starair - Finland
- Sterling Airways
- Sudan Airways
- TAA (Trans Australia Airlines)
- TAAG Air Angola
- TAM Linhas Aéreas
- T.A. de la Guinee-Bissau
- TAVAJ - Linhas Aéras Brazil
- THY (Turkish Airlines)
- Trans Australia Airlines - (numera Qantas)
- Uganda Airways
- Union of Burma Airways
- WDL Aviation - Tyskland

#### Militära användare
- Algeriska flygvapnet
- Angola
- Argentinska flygvapnet
- Australiens flotta
- Biafras flygvapen
- Bolivianska flygvapnet
- Burma/Myanmar
- Finlands flygvapen
- Ghanas flygvapen
- Guatemalas flygvapen
- Indiska kustbevakningen
- Indonesiska flygvapnet
- Islamska republiken Irans flygvapen
- Italien
- Elfenbenskusten
- Mexiko
- Nederländska flygvapnet
- Nyzeeländska flygvapnet
- Nigeriska flygvapnet
- Pakistanska flygvapnet
- Pakistanska flottan
- Peruanska flottan
- Filippinska flygvapnet
- Filippinska flottan
- Senegambiska flygvapnet
- Spanska flygvapnet
- Sudan
- Thailands flotta
- Förenta staternas armé Fallskärmslaget "the Golden Knights" (C-31A Troopship)
- Uruguay

#### Statliga byråer
- Departementet för civilflyg - Australien
- Det holländska kungliga flyget
- Islands kustbevakning
- Iranska regeringen
- Franska Institute Geographique
- Franska Securité Civil

#### Organisationer och företag
- F27 Friendship Association - Nederländerna
- Libyska röda halvmånen
- Irans nationella oljekompani (NIOC)